# كالفين هيكس
كالفين هيكس (بالإنجليزية: Calvin Hicks) هو صحفي أمريكي، ولد في 18 أغسطس 1933، وتوفي في 25 أغسطس 2013.